# División de Chittagong
Chittagong es una de las ocho divisiones administrativas de Bangladés. Ocupa prácticamente toda la zona sureste del país y es la segunda más grande en extensión.

## Datos
- Superficie: 33.771 km cuadrados.
- Población: 23.999.345 habitantes.
- Capital: Chittagong
- Alfabetismo: 32,08 %

Zilas: Bandarban, Brahmanbaria, Chandpur, Chittagong, Comilla, Cox's Bazar, Feni, Khagrachari, Lakshmipur, Noakhali y Rangamati.

## Recursos importantes
Los recursos más importantes de la región son los productos de la agricultura, comodidades y labores.
Los productos agrícolas más importantes de la región son los arrozales, patata, algodón, té, cacahuete, mostaza, jengibre, judías y otros vegetales. Esta zona también produce las frutas típicas nacionales como el mango, jackfruit, piña, coco, banana, papaya, sandía y limón. La agricultura representa el 57% de las ganancias de la división.
Otro recurso importante es la producción de energía eléctrica en las centrales hidroeléctricas. Estas centrales producen prácticamente toda la energía eléctrica del país aprovechando las rápidas corrientes del río Karnaphuli se para poner en marcha los sus generadores. Sin embargo, al ser un país con pocas elevaciones, estas centrales no producen suficiente energía para los 151 millones de habitantes de Bangladés.
El puerto de la ciudad de Chittagong es, además del más grande, uno de los más importantes puesto que todo el tráfico marítimo a gran escala de Bangladés pasa por allí. Entre los bienes más destacados se cuentan las telas provenientes de los Estados Unidos y Europa, que son transformados en prendas de vestir por los trabajadores bangladesíes. Otro recurso importante es la pesca, principalmente del camarón, que es exportado a países europeos como Francia o Reino Unido. Estos hechos convierten a la capital de la división en una ciudad floreciente e industrial.
- Datos: Q158087
- Multimedia: Chattogram Division / Q158087